# Криворізький суриковий завод
ПАТ Криворі́зький су́риковий заво́д — єдиний у країні завод, який виробляє залізний сурик. Заснований у 1938 році в місті Кривий Ріг, також випускає охру і тальк, фарби та лаки під брендом «Лакор».

## Історія
Історія заводу розпочалася в 1938, тоді він називався «Красфабрика», це було примітивне кустарне виробництво. Потужність «Красфабрики» сягала п'ять тисяч тонн сурику і тисячі тон охри на рік. У передвоєнному 1940-му році «Красфабріка» була перейменована у «Суриковий завод». Під час війни завод був повністю знищений.
Виробництво було відновлено. У 1964 році до складу заводу влився завод «Хімпром», який займався випуском лакофарбової продукції. З цього часу завод складався з двох виробничих цехів: цех із виробництва земляних пігментів і цех із виробництва лакофарбової продукції. Цех із виробництва земляних пігментів розташовувався в Дзержинському районі за вулицею Книжковою. Першочерговим завданням цеху був випуск сурику. Для цього в 1981 році була введена в дію нова промислова установка з виробництва залізного сурику в замкненому вентиляційному циклі.
Цех із виробництва лакофарбової продукції знаходився в Центрально-міському районі за вулицею Українською. У 1966 році цех був знову відбудований в районі селища «Змичка». У цьому цеху займаються випуском емалей, ґрунтовок та рідкотертих фарб.
Продукція, що випускається заводом, знаходила широке застосування в багатьох галузях народного господарства та постачалася в більш ніж 500 міст Радянського Союзу і 17 іноземних держав. Завод був єдиним на території Радянського Союзу з виробництва неорганічного пігменту — сурику залізного. У 1994 році суриковий завод був зареєстрований як орендне підприємство. У 1995 році перереєстрований в закрите акціонерне товариство «Криворізький суриковий завод».